# Сёва (Камакура)
Сёва (яп. 正和 сё:ва) — девиз правления (нэнго) японского императора Ханадзоно, использовавшийся с 1312 по 1317 год .

## Продолжительность
Начало и конец эры:
- 20-й день 3-й луны 2-го года Отё (по юлианскому календарю — 27 апреля 1312);
- 3-й день 2-й луны 6-го года Сёва (по юлианскому календарю — 16 марта 1317).

## Происхождение
Название нэнго было заимствовано из древнекитайского сочинения «Тан Цзи» (кит. 唐紀, пиньинь Táng jì):「皇帝受朝奏正和」.

## События
даты по юлианскому календарю
- 1313 год (10-я луна 2-го года Сёва) — бывший император Фусими обрил голову и стал буддийским монахом; вместо него фактической главой императорского дома стал бывший император Го-Фусими[5];
- 1314 год (11-я луна 3-го года Сёва) — рокухара тандай (представитель камакурского военного правительства) Ходзё Садааки сложил с себя полномочия и вернулся в Камакуру[6];
- 1315 год (7-я луна 4-го года Сёва) — в Камакуре скончался сиккэн Ходзё Хиротоки; его власть была поделена между Ходзё Садааки и Ходзё Моротоки[6];
- 1315 (10-я луна 4-го года Сёва) — новым рокухара тандай в Киото становится Ходзё Токиацу[6];
- 1316 год (7-я луна 5-го года) — новым сиккэном становится Ходзё Токиацу; Ходзё Моротоки уходит в буддийский монастырь[6].

## Сравнительная таблица
Ниже представлена таблица соответствия японского традиционного и европейского летосчисления. В скобках к номеру года японской эры указано название соответствующего года из 60-летнего цикла китайской системы гань-чжи. Японские месяцы традиционно названы лунами.
| 1-й год Сёва (Водяная Крыса)     | 1-я луна        | 2-я луна   | 3-я луна* | 4-я луна               | 5-я луна* | 6-я луна  | 7-я луна* | 8-я луна   | 9-я луна*   | 10-я луна* | 11-я луна               | 12-я луна     |                |
| -------------------------------- | --------------- | ---------- | --------- | ---------------------- | --------- | --------- | --------- | ---------- | ----------- | ---------- | ----------------------- | ------------- | -------------- |
| Юлианский календарь              | 8 февраля 1312  | 9 марта    | 8 апреля  | 7 мая                  | 6 июня    | 5 июля    | 4 августа | 2 сентября | 2 октября   | 31 октября | 29 ноября               | 29 декабря    |                |
| 2-й год Сёва (Водяной Бык)       | 1-я луна*       | 2-я луна   | 3-я луна  | 4-я луна*              | 5-я луна  | 6-я луна* | 7-я луна  | 8-я луна*  | 9-я луна    | 10-я луна* | 11-я луна*              | 12-я луна     |                |
| Юлианский календарь              | 28 января 1313  | 26 февраля | 28 марта  | 27 апреля              | 26 мая    | 25 июня   | 24 июля   | 23 августа | 21 сентября | 21 октября | 19 ноября               | 18 декабря    |                |
| 3-й год Сёва (Деревянный Тигр)   | 1-я луна*       | 2-я луна   | 3-я луна  | 3-я луна* (високосная) | 4-я луна  | 5-я луна* | 6-я луна  | 7-я луна   | 8-я луна*   | 9-я луна   | 10-я луна*              | 11-я луна     | 12-я луна*     |
| Юлианский календарь              | 17 января 1314  | 15 февраля | 17 марта  | 16 апреля              | 15 мая    | 14 июня   | 13 июля   | 12 августа | 11 сентября | 10 октября | 9 ноября                | 8 декабря     | 7 января 1315  |
| 4-й год Сёва (Деревянный Кролик) | 1-я луна*       | 2-я луна   | 3-я луна* | 4-я луна               | 5-я луна* | 6-я луна  | 7-я луна  | 8-я луна*  | 9-я луна    | 10-я луна  | 11-я луна*              | 12-я луна     |                |
| Юлианский календарь              | 5 февраля 1315  | 6 марта    | 5 апреля  | 4 мая                  | 3 июня    | 2 июля    | 1 августа | 31 августа | 29 сентября | 29 октября | 28 ноября               | 27 декабря    |                |
| 5-й год Сёва (Огненный Дракон)   | 1-я луна*       | 2-я луна*  | 3-я луна  | 4-я луна*              | 5-я луна  | 6-я луна* | 7-я луна  | 8-я луна   | 9-я луна*   | 10-я луна* | 10-я луна* (високосная) | 11-я луна     | 12-я луна      |
| Юлианский календарь              | 26 января 1316  | 24 февраля | 24 марта  | 23 апреля              | 22 мая    | 21 июня   | 20 июля   | 19 августа | 18 сентября | 17 октября | 15 ноября               | 14 декабря    | 13 января 1317 |
| 6-й год Сёва (Огненная Змея)     | 1-я луна        | 2-я луна*  | 3-я луна  | 4-я луна*              | 5-я луна  | 6-я луна* | 7-я луна  | 8-я луна*  | 9-я луна    | 10-я луна  | 11-я луна               | 12-я луна*    |                |
| Юлианский календарь              | 12 февраля 1317 | 14 марта   | 12 апреля | 12 мая                 | 10 июня   | 10 июля   | 8 августа | 7 сентября | 6 октября   | 5 ноября   | 5 декабря               | 4 января 1318 |                |

* звёздочкой отмечены короткие месяцы (луны) продолжительностью 29 дней. Остальные месяцы длятся 30 дней.